# Santiago (Provinz)
Santiago ist eine Provinz im Norden der Dominikanischen Republik.

## Verwaltungsgliederung
Die Provinz setzt sich aus neun Municipios zusammen:
- Bisonó
- Jánico
- Licey al Medio
- Puñal
- Sabana Iglesia
- Santiago de los Caballeros
- San José de las Matas
- Tamboril
- Villa González